# Ingo Wohlfeil
Ingo Wohlfeil (* 6. Januar 1971 in Hannover, Niedersachsen) ist ein deutscher Journalist, Radiomoderator und Reporter.

## Leben
Wohlfeil wuchs in Oldenburg in Holstein auf. 1990 legte er das Abitur ab, ehe er dann an der FU Berlin ein Studium in den Fächern Geschichte und Politik begann. Als Tutor wirkte Ingo Wohlfeil zwei Jahre lang an der Freien Universität Berlin im Fachbereich Publizistik.
1993 startete er seine journalistische Laufbahn und wurde zunächst Volontär bei dem Radiosender KISS FM, wo er bis 1996 auch moderierte und redaktionell mitarbeitete. 1993 wurde Ingo Wohlfeil Mitglied der Band Nepper Schlepper Schlechte Rapper. Hier rappte er unter anderem gemeinsam mit seinen Rundfunkkollegen Mitri Sirin (heute Nachrichtenmoderator im ZDF und rbb-Fernsehen) und Christoph Azone.
Von 1996 bis 1999 arbeitete er bei Radio Energy in Berlin. Er wechselte 1999 zu MDR Jump und anschließend zu MDR Info. Ein Jahr war er Verkehrsansager bei 104.6 RTL. 2004 kehrte er für zwei Jahre zu Radio Energy als Nachmittagsmoderator zurück. 2006 arbeitete Wohlfeil bei 105.5 Spreeradio.
Als Messe- und Bühnenmoderator präsentierte er unter anderem die Leipziger Modenacht und betreute fünf Jahre moderierend den Online-Konzern AOL auf der CeBIT und IFA. Als Off-Sprecher war er in SAT.1 und n-tv sowie bei ausgewählten Hörbuchproduktionen zu hören.
2007 wurde Ingo Wohlfeil Reporter bei Bild. Er berichtete dort von Veranstaltungen wie der Echo-Verleihung, der ZDF-Gala Ein Herz für Kinder, der Verleihung der Goldenen Kamera sowie aus dem Krisengebiet nach dem Erdbeben in Haiti. In den Sommermonaten wohnte er auf Mallorca und berichtete für Bild über das Geschehen auf der Insel. Ab 2009 war er verantwortlicher Redakteur BILD Web TV, seit 2014 Chefreporter (Video & News). Von 2016 bis 2019 leitete er das Bild Büro Mallorca.
Von 2013 bis 2014 war Wohlfeil mit Eva Habermann liiert.
Ab 2013 moderierte er für einige Jahre die Bild-Dschungelshow, in der er mit prominenten Gästen über das Geschehen bei Ich bin ein Star – Holt mich hier raus! spricht. Im August 2014 moderierte Wohlfeil mit Ilka Bessin (Cindy aus Marzahn) Big Brother: die Webshow. Unter dem Pseudonym Jonas Grünanger veröffentlichte Wohlfeil das Buch Social Bettwork: Mein Dating-Marathon mit Tinder und Co. durch Deutschland und Europa.
Wohllfeils Anstellung bei Bild endete im Dezember 2020. Er verfasst seit dem Jahr 2021 Artikel für die Mallorca Zeitung.